# Sindaci di Amburgo
Di seguito l'elenco cronologico dei sindaci di Amburgo e delle altre figure apicali equivalenti che si sono succedute nel corso della storia.

## Impero tedesco (1871-1919)
| Gustav Heinrich Kirchenpauer     | ? | ? | 1871             | 31 dicembre 1872  |
| Nicolaus Ferdinand Haller        | ? | ? | 1º gennaio 1873  | 31 dicembre 1873  |
| Hermann Goßler                   | ? | ? | 1º gennaio 1874  | 31 dicembre 1874  |
| Gustav Heinrich Kirchenpauer     | ? | ? | 1º gennaio 1875  | 31 dicembre 1875  |
| Carl Friedrich Petersen          | ? | ? | 1º gennaio 1876  | 31 dicembre 1877  |
| Gustav Heinrich Kirchenpauer     | ? | ? | 1º gennaio 1878  | 31 dicembre 1878  |
| Hermann Anthony Cornelius Weber  | ? | ? | 1º gennaio 1879  | 31 dicembre 1879  |
| Carl Friedrich Petersen          | ? | ? | 1º gennaio 1880  | 31 dicembre 1880  |
| Gustav Heinrich Kirchenpauer     | ? | ? | 1º gennaio 1881  | 31 dicembre 1881  |
| Hermann Anthony Cornelius Weber  | ? | ? | 1º gennaio 1882  | 31 dicembre 1882  |
| Carl Friedrich Petersen          | ? | ? | 1º gennaio 1883  | 31 dicembre 1883  |
| Gustav Heinrich Kirchenpauer     | ? | ? | 1º gennaio 1884  | 31 dicembre 1884  |
| Hermann Anthony Cornelius Weber  | ? | ? | 1º gennaio 1885  | 31 dicembre 1885  |
| Carl Friedrich Petersen          | ? | ? | 1º gennaio 1886  | 31 dicembre 1886  |
| Gustav Heinrich Kirchenpauer     | ? | ? | 1º gennaio 1887  | 31 dicembre 1887  |
| Johannes Versmann                | ? | ? | 1º gennaio 1887  | 31 dicembre 1888  |
| Carl Friedrich Petersen          | ? | ? | 1º gennaio 1889  | 31 dicembre 1889  |
| Johann Georg Mönckeberg          | ? | ? | 1º gennaio 1890  | 31 dicembre 1890  |
| Johannes Versmann                | ? | ? | 1º gennaio 1891  | 31 dicembre 1891  |
| Carl Friedrich Petersen          | ? | ? | 1º gennaio 1892  | 14 novembre 1892  |
| Johann Georg Mönckeberg          | ? | ? | 14 novembre 1892 | 31 dicembre 1893  |
| Johannes Versmann                | ? | ? | 1º gennaio 1894  | 31 dicembre 1894  |
| Johannes Christian Eugen Lehmann | ? | ? | 1º gennaio 1895  | 31 dicembre 1895  |
| Johann Georg Mönckeberg          | ? | ? | 1º gennaio 1896  | 31 dicembre 1896  |
| Johannes Versmann                | ? | ? | 1º gennaio 1897  | 31 dicembre 1897  |
| Johannes Christian Eugen Lehmann | ? | ? | 1º gennaio 1898  | 31 dicembre 1898  |
| Johann Georg Mönckeberg          | ? | ? | 1º gennaio 1899  | 31 dicembre 1899  |
| Johannes Christian Eugen Lehmann | ? | ? | 1º gennaio 1900  | 15 settembre 1900 |
| Gerhard Hachmann                 | ? | ? | 19 novembre 1900 | 31 dicembre 1901  |
| Johann Georg Mönckeberg          | ? | ? | 1º gennaio 1902  | 31 dicembre 1902  |
| Johann Heinrich Burchard         | ? | ? | 1º gennaio 1903  | 31 dicembre 1903  |
| Gerhard Hachmann                 | ? | ? | 1º gennaio 1904  | 5 luglio 1904     |
| Johann Georg Mönckeberg          | ? | ? | 5 luglio 1904    | 31 dicembre 1905  |
| Johann Heinrich Burchard         | ? | ? | 1º gennaio 1906  | 31 dicembre 1906  |
| Johann Otto Stammann             | ? | ? | 1º gennaio 1907  | 31 dicembre 1907  |
| Johann Heinrich Burchard         | ? | ? | 1º gennaio 1908  | 31 dicembre 1909  |
| Max Predöhl                      | ? | ? | 1º gennaio 1910  | 31 dicembre 1911  |
| Johann Heinrich Burchard         | ? | ? | 1º gennaio 1912  | 6 settembre 1912  |
| Carl August Schröder             | ? | ? | 6 settembre 1912 | 31 dicembre 1913  |
| Max Predöhl                      | ? | ? | 1º gennaio 1914  | 31 dicembre 1914  |
| Werner von Melle                 | ? | ? | 1º gennaio 1915  | 31 dicembre 1915  |
| Carl August Schröder             | ? | ? | 1º gennaio 1916  | 31 dicembre 1916  |
| Max Predöhl                      | ? | ? | 1º gennaio 1917  | 31 dicembre 1917  |
| Werner von Melle                 | ? | ? | 1º gennaio 1918  | 31 marzo 1919     |

## Repubblica di Weimar (1919-1933)
| Werner von Melle      | ? | ?                                     | 31 marzo 1919    | 21 dicembre 1919 |
| Friedrich Sthamer     | ? | ?                                     | 21 dicembre 1919 | 13 febbraio 1920 |
| Arnold Diestel        | ? | ?                                     | 14 febbraio 1920 | 3 gennaio 1924   |
| Carl Wilhelm Petersén |   | Partito Democratico Tedesco           | 4 gennaio 1924   | 31 dicembre 1929 |
| Rudolf Ross           |   | Partito Socialdemocratico di Germania | 1º gennaio 1930  | 31 dicembre 1931 |
| Carl Wilhelm Petersen |   | Partito dello Stato Tedesco           | 1º gennaio 1932  | 7 marzo 1933     |

## Germania nazista (1933-1945)
| Sindaci-governatori (Regierende Bürgermeister) scelti dal Partito Nazista (1933-1945) | Sindaci-governatori (Regierende Bürgermeister) scelti dal Partito Nazista (1933-1945) | Sindaci-governatori (Regierende Bürgermeister) scelti dal Partito Nazista (1933-1945) | Sindaci-governatori (Regierende Bürgermeister) scelti dal Partito Nazista (1933-1945) | Sindaci-governatori (Regierende Bürgermeister) scelti dal Partito Nazista (1933-1945) | Sindaci-governatori (Regierende Bürgermeister) scelti dal Partito Nazista (1933-1945) | Sindaci-governatori (Regierende Bürgermeister) scelti dal Partito Nazista (1933-1945) |
| Nominativo                                                                            | Nominativo                                                                            | Partito                                                                               | Partito                                                                               | Mandato                                                                               | Mandato                                                                               |                                                                                       |
| Nominativo                                                                            | Nominativo                                                                            | Partito                                                                               | Partito                                                                               | Inizio                                                                                | Fine                                                                                  |                                                                                       |
| ------------------------------------------------------------------------------------- | ------------------------------------------------------------------------------------- | ------------------------------------------------------------------------------------- | ------------------------------------------------------------------------------------- | ------------------------------------------------------------------------------------- | ------------------------------------------------------------------------------------- | ------------------------------------------------------------------------------------- |
|                                                                                       | Carl Vincent Krogmann                                                                 |                                                                                       | Partito Nazionalsocialista Tedesco dei Lavoratori                                     | 8 marzo 1933                                                                          | 29 luglio 1936                                                                        |                                                                                       |
|                                                                                       | Karl Kaufmann                                                                         |                                                                                       | Partito Nazionalsocialista Tedesco dei Lavoratori                                     | 30 luglio 1936                                                                        | 3 maggio 1945                                                                         |                                                                                       |

## Zona di occupazione britannica (1945-1946)
| Rudolf Petersen |  | Indipendente | 15 maggio 1945 | 15 novembre 1946 |

## Repubblica Federale di Germania (dal 1946)
| Primi sindaci (Erste Bürgermeister) eletti dal Senato (1946-1997)    | Primi sindaci (Erste Bürgermeister) eletti dal Senato (1946-1997) | Primi sindaci (Erste Bürgermeister) eletti dal Senato (1946-1997) | Primi sindaci (Erste Bürgermeister) eletti dal Senato (1946-1997) | Primi sindaci (Erste Bürgermeister) eletti dal Senato (1946-1997) | Primi sindaci (Erste Bürgermeister) eletti dal Senato (1946-1997) | Primi sindaci (Erste Bürgermeister) eletti dal Senato (1946-1997) |
| Nominativo                                                           | Nominativo                                                        | Partito                                                           | Partito                                                           | Mandato                                                           | Mandato                                                           | Elezione                                                          |
| Nominativo                                                           | Nominativo                                                        | Partito                                                           | Partito                                                           | Inizio                                                            | Fine                                                              | Elezione                                                          |
| -------------------------------------------------------------------- | ----------------------------------------------------------------- | ----------------------------------------------------------------- | ----------------------------------------------------------------- | ----------------------------------------------------------------- | ----------------------------------------------------------------- | ----------------------------------------------------------------- |
|                                                                      | Max Brauer                                                        |                                                                   | Partito Socialdemocratico di Germania                             | 22 novembre 1946                                                  | 2 dicembre 1953                                                   | Elezione 1946                                                     |
| Elezione 1949                                                        | Max Brauer                                                        |                                                                   | Partito Socialdemocratico di Germania                             | 22 novembre 1946                                                  | 2 dicembre 1953                                                   |                                                                   |
|                                                                      | Kurt Sieveking                                                    |                                                                   | Unione Cristiano-Democratica di Germania                          | 2 dicembre 1953                                                   | 4 dicembre 1957                                                   | Elezione 1953                                                     |
|                                                                      | Max Brauer                                                        |                                                                   | Partito Socialdemocratico di Germania                             | 4 dicembre 1957                                                   | 31 dicembre 1960                                                  | Elezione 1957                                                     |
|                                                                      | Paul Nevermann                                                    |                                                                   | Partito Socialdemocratico di Germania                             | 1 gennaio 1961                                                    | 9 giugno 1965                                                     | Elezione 1957                                                     |
| Elezione 1961                                                        | Paul Nevermann                                                    |                                                                   | Partito Socialdemocratico di Germania                             | 1 gennaio 1961                                                    | 9 giugno 1965                                                     |                                                                   |
|                                                                      | Herbert Weichmann                                                 |                                                                   | Partito Socialdemocratico di Germania                             | 9 giugno 1965                                                     | 9 giugno 1971                                                     |                                                                   |
| Elezione 1966                                                        | Herbert Weichmann                                                 |                                                                   | Partito Socialdemocratico di Germania                             | 9 giugno 1965                                                     | 9 giugno 1971                                                     |                                                                   |
| Elezione 1970                                                        | Herbert Weichmann                                                 |                                                                   | Partito Socialdemocratico di Germania                             | 9 giugno 1965                                                     | 9 giugno 1971                                                     |                                                                   |
|                                                                      | Peter Schulz                                                      |                                                                   | Partito Socialdemocratico di Germania                             | 9 giugno 1971                                                     | 4 novembre 1974                                                   |                                                                   |
| Elezione 1974                                                        | Peter Schulz                                                      |                                                                   | Partito Socialdemocratico di Germania                             | 9 giugno 1971                                                     | 4 novembre 1974                                                   |                                                                   |
|                                                                      | Hans-Ulrich Klose                                                 |                                                                   | Partito Socialdemocratico di Germania                             | 12 novembre 1974                                                  | 22 maggio 1981                                                    |                                                                   |
| Elezione 1978                                                        | Hans-Ulrich Klose                                                 |                                                                   | Partito Socialdemocratico di Germania                             | 12 novembre 1974                                                  | 22 maggio 1981                                                    |                                                                   |
|                                                                      | Klaus von Dohnanyi                                                |                                                                   | Partito Socialdemocratico di Germania                             | 24 giugno 1981                                                    | 8 giugno 1988                                                     |                                                                   |
| Elezione giugno 1982                                                 | Klaus von Dohnanyi                                                |                                                                   | Partito Socialdemocratico di Germania                             | 24 giugno 1981                                                    | 8 giugno 1988                                                     |                                                                   |
| Elezione dicembre 1982                                               | Klaus von Dohnanyi                                                |                                                                   | Partito Socialdemocratico di Germania                             | 24 giugno 1981                                                    | 8 giugno 1988                                                     |                                                                   |
| Elezione 1986                                                        | Klaus von Dohnanyi                                                |                                                                   | Partito Socialdemocratico di Germania                             | 24 giugno 1981                                                    | 8 giugno 1988                                                     |                                                                   |
| Elezione 1987                                                        | Klaus von Dohnanyi                                                |                                                                   | Partito Socialdemocratico di Germania                             | 24 giugno 1981                                                    | 8 giugno 1988                                                     |                                                                   |
|                                                                      | Henning Voscherau                                                 |                                                                   | Partito Socialdemocratico di Germania                             | 8 giugno 1988                                                     | 8 ottobre 1997                                                    |                                                                   |
| Elezione 1991                                                        | Henning Voscherau                                                 |                                                                   | Partito Socialdemocratico di Germania                             | 8 giugno 1988                                                     | 8 ottobre 1997                                                    |                                                                   |
| Elezione 1993                                                        | Henning Voscherau                                                 |                                                                   | Partito Socialdemocratico di Germania                             | 8 giugno 1988                                                     | 8 ottobre 1997                                                    |                                                                   |
| Primi sindaci (Erste Bürgermeister) eletti dal Parlamento (dal 1997) |                                                                   |                                                                   |                                                                   |                                                                   |                                                                   |                                                                   |
| Nominativo                                                           | Nominativo                                                        | Partito                                                           | Partito                                                           | Mandato                                                           | Mandato                                                           | Elezione                                                          |
| Nominativo                                                           | Nominativo                                                        | Partito                                                           | Partito                                                           | Inizio                                                            | Fine                                                              | Elezione                                                          |
|                                                                      | Ortwin Runde                                                      |                                                                   | Partito Socialdemocratico di Germania                             | 12 novembre 1997                                                  | 31 ottobre 2001                                                   | Elezione 1997                                                     |
|                                                                      | Ole von Beust                                                     |                                                                   | Unione Cristiano-Democratica di Germania                          | 31 ottobre 2001                                                   | 17 marzo 2004                                                     | Elezione 2001                                                     |
| 17 marzo 2004                                                        | Ole von Beust                                                     | 7 maggio 2008                                                     | Unione Cristiano-Democratica di Germania                          | Elezione 2004                                                     |                                                                   |                                                                   |
| 7 maggio 2008                                                        | Ole von Beust                                                     | 25 agosto 2010                                                    | Unione Cristiano-Democratica di Germania                          | Elezione 2008                                                     |                                                                   |                                                                   |
|                                                                      | Christoph Ahlhaus                                                 |                                                                   | Unione Cristiano-Democratica di Germania                          | Elezione 2008                                                     | 25 agosto 2010                                                    | 7 marzo 2011                                                      |
|                                                                      | Olaf Scholz                                                       |                                                                   | Partito Socialdemocratico di Germania                             | 7 marzo 2011                                                      | 15 aprile 2015                                                    | Elezione 2011                                                     |
| 15 aprile 2015                                                       | Olaf Scholz                                                       | 13 marzo 2018                                                     | Partito Socialdemocratico di Germania                             | Elezione 2015                                                     |                                                                   |                                                                   |
|                                                                      | Katharina Fegebank (Facente funzioni)                             |                                                                   | Alleanza 90/I Verdi                                               | Elezione 2015                                                     | 13 marzo 2018                                                     | 28 marzo 2018                                                     |
|                                                                      | Peter Tschentscher                                                |                                                                   | Partito Socialdemocratico di Germania                             | Elezione 2015                                                     | 28 marzo 2018                                                     | 10 giugno 2020                                                    |
| 10 giugno 2020                                                       | Peter Tschentscher                                                | in carica                                                         | Partito Socialdemocratico di Germania                             | Elezione 2020                                                     |                                                                   |                                                                   |